# Carl von Halfern
Carl von Halfern (ur. 8 kwietnia 1873 w Akwizgranie, zm. 20 października 1937 w Berlinie) – niemiecki polityk, członek Niemieckiej Partii Ludowej.
Z wykształcenia prawnik (w 1897 uzyskał stopień doktora prawa na uniwersytecie w Erlangen). W latach 1909–1916 landrat powiatu Ottweiler. W latach 1920–1922 pracował w pruskim ministerstwie finansów. W latach 1922–1927 prezydent rejencji Hildesheim, a w latach 1927–1930 rejencji szczecińskiej. W latach 1930–1933 nadprezydent Pomorza.